# 鸭绿河
鸭绿河，位于中华人民共和国黑龙江省东北部的一条河流，是浓江左岸支流，发源于同江市北部勤得利农场场直社区西北的额图山南侧湿地，东南流过勤得利农场第五管理区后转东流，于鸭绿河农场转东北，于金川乡金山村以南起成为同江市与抚远市之间的界河，于浓桥镇新海村西北流入抚远市境内，于抚远市抚远镇亮子队以西大力加湖出口附近汇入浓江。河流全长95千米，流域面积894平方千米，年均径流量6705万立方米。鸭绿河为平原沼泽性河流，河道弯曲平缓，沼泽成串。鸭绿河流域地处三江平原腹地，土地肥沃，是中国主要的商品粮基地。鸭绿河盛产鲟鳇鱼、鲑鱼、大白鱼等。